# Titania (satelit)
Titania (/ti'ta.ni.a/), denumit și Uranus III, este cel mai mare dintre sateliții lui Uranus și al optuluea satelit ca mărime din Sistemul Solar cu un diametru de 1,578. Descoperit de William Herschel în 1787, poartă numele reginei zânelor din Visul unei nopți de vară de Shakespeare. Orbita sa se află în interiorul magnetosferei lui Uranus.
Titania constă din cantități aproximativ egale de gheață și rocă și este probabil diferențiată într-un nucleu de rocă și o manta de gheață. Un strat de apă lichidă poate fi prezent la limita nucleu-manta. Suprafața sa, care este relativ închisă și ușor roșie la culoare, pare să fi fost modelată atât de impacturi, cât și de procese endogene. Este acoperit cu numeroase cratere care ajung până la 326 kilometri (203 mi) în diametru, dar este mai puțin craterizat decât Oberon, cel mai exterior dintre cei cinci sateliți mari ai lui Uranus. Este posibil să fi suferit un eveniment de refacere endogenă timpurie care i-a șters suprafața mai veche, puternic craterată. Suprafața sa este tăiată de un sistem de canioane și escarpe enorme, rezultat al expansiunii interiorului său în etapele ulterioare ale evoluției sale. Ca toți sateliții majori ai lui Uranus, Titania s-a format probabil dintr-un disc de acreție care a înconjurat planeta imediat după formarea sa.
Spectroscopia în infraroșu efectuată între 2001 și 2005 a dezvăluit prezența gheții, precum și a dioxidului de carbon înghețat pe suprafața Titaniei, sugerând că ar putea avea o atmosferă de dioxid de carbon slabă, cu o presiune la suprafață de aproximativ 10 nanopascali (10-13bar). Măsurătorile în timpul ocultării unei stele de către Titania pun o limită superioară a presiunii de suprafață a oricărei atmosfere posibile la 1-2 mPa (10-20 nbar).
Sistemul uranian a fost studiat de aproape o singură dată, de către sonda spațială Voyager 2, în ianuarie 1986. A făcut mai multe imagini ale Titaniei, ceea ce a permis cartografierea a aproximativ 40% din suprafața sa.

## Descoperire și numire
Titania a fost descoperită de William Herschel pe 11 ianuarie 1787, în aceeași zi în care a descoperit al doilea satelit ca mărime al lui Uranus, Oberon. Mai târziu, el a raportat descoperirile a încă patru sateliți, deși au fost ulterior dezvăluiți ca falși. Pentru aproape următorii 50 de ani, Titania și Oberon nu vor fi observați de niciun alt instrument decât cel al lui William Herschel, deși satelitul poate fi văzută de pe Pământ cu un telescop de amatori de ultimă generație din zilele noastre.

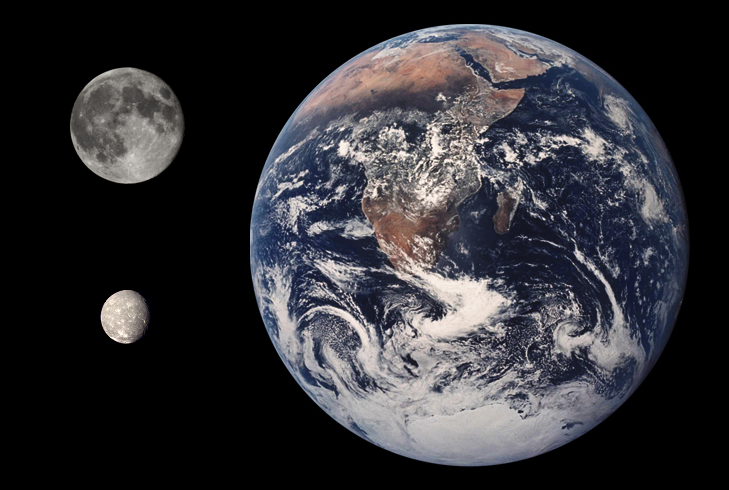
Comparația dimensiunilor Pământului, Lunii și Titaniei.

Toți sateliții lui Uranus sunt numiți după personaje create de William Shakespeare sau Alexander Pope. Numele Titania a fost luat de la Regina Zânelor din Visul unei nopți de vară. Numele tuturor celor patru sateliți ai lui Uranus cunoscuți atunci au fost sugerate de fiul lui Herschel, John, în 1852, la cererea lui William Lassell, care descoperise ceilalți doi sateliți, Ariel și Umbriel, cu un an înainte.
Titania a fost denumită inițial „primul satelit al lui Uranus”, iar în 1848 a primit denumirea de Uranus I de la William Lassell, deși a folosit uneori numerotarea lui William Herschel (unde Titania și Oberon sunt II și IV). În 1851 Lassell a numerotat în cele din urmă toți cei patru sateliți cunoscuți în ordinea distanței lor de la planetă cu cifre romane, iar de atunci Titania a fost desemnată Uranus III.
Numele personajului lui Shakespeare se pronunță /tɪˈteɪnjə/, dar satelitul este adesea pronunțat /ti'ta.ni.a/, prin analogie cu elementul chimic familiar titan. Forma adjectival, Titanian, este omonimă cu cea a satelitului lui Saturn Titan. Numele Titania este greaca veche pentru „Fiica Titanilor”.

## Orbită
Titania orbitează în jurul lui Uranus la o distanță de aproximativ 436.000 kilometri (271.000 mi), fiind al doilea cel mai îndepărtat de planetă dintre cei cinci sateliți majori după Oberon. Orbita Titaniei are o excentricitate mică și este înclinată foarte puțin față de ecuatorul lui Uranus. Perioada sa orbitală este de aproximativ 8,7 zile, care coincide cu perioada sa de rotație. Cu alte cuvinte, Titania este un satelit sincron, cu o singură față îndreptată mereu către planetă.
Orbita Titaniei se află complet în interiorul magnetosferei uraniene. Acest lucru este important, deoarece emisferele posterioare ale sateliților care orbitează în interiorul unei magnetosfere sunt lovite de plasmă magnetosferică, care se rotește împreună cu planeta. Acest bombardament poate duce la întunecarea emisferelor posterioare, care este de fapt observată pentru toți sateliții uranieni, cu excepția lui Oberon (vezi mai jos).
Deoarece Uranus orbitează Soarele aproape pe o parte, iar sateliții săi orbitează în planul ecuatorial al planetei, ei (inclusiv Titania) sunt supuși unui ciclu sezonier extrem. Atât polul nordic, cât și cel sudic petrec 42 de ani într-un întuneric complet și alți 42 de ani în lumina soarelui continuă, cu soarele răsărind aproape de zenit peste unul dintre poli la fiecare solstițiu. Zborul Voyager 2 a coincis cu solstițiul de vară din 1986 în emisfera sudică, când aproape toată emisfera sudică a fost iluminată. O dată la 42 de ani, când Uranus are un echinocțiu și planul său ecuatorial intersectează Pământul, devin posibile ocultări reciproce ale sateliților lui Uranus. În 2007–2008 au fost observate o serie de astfel de evenimente, inclusiv două ocultări ale Titaniei de către Umbriel pe 15 august și 8 decembrie 2007.

## Compoziție și structură internă

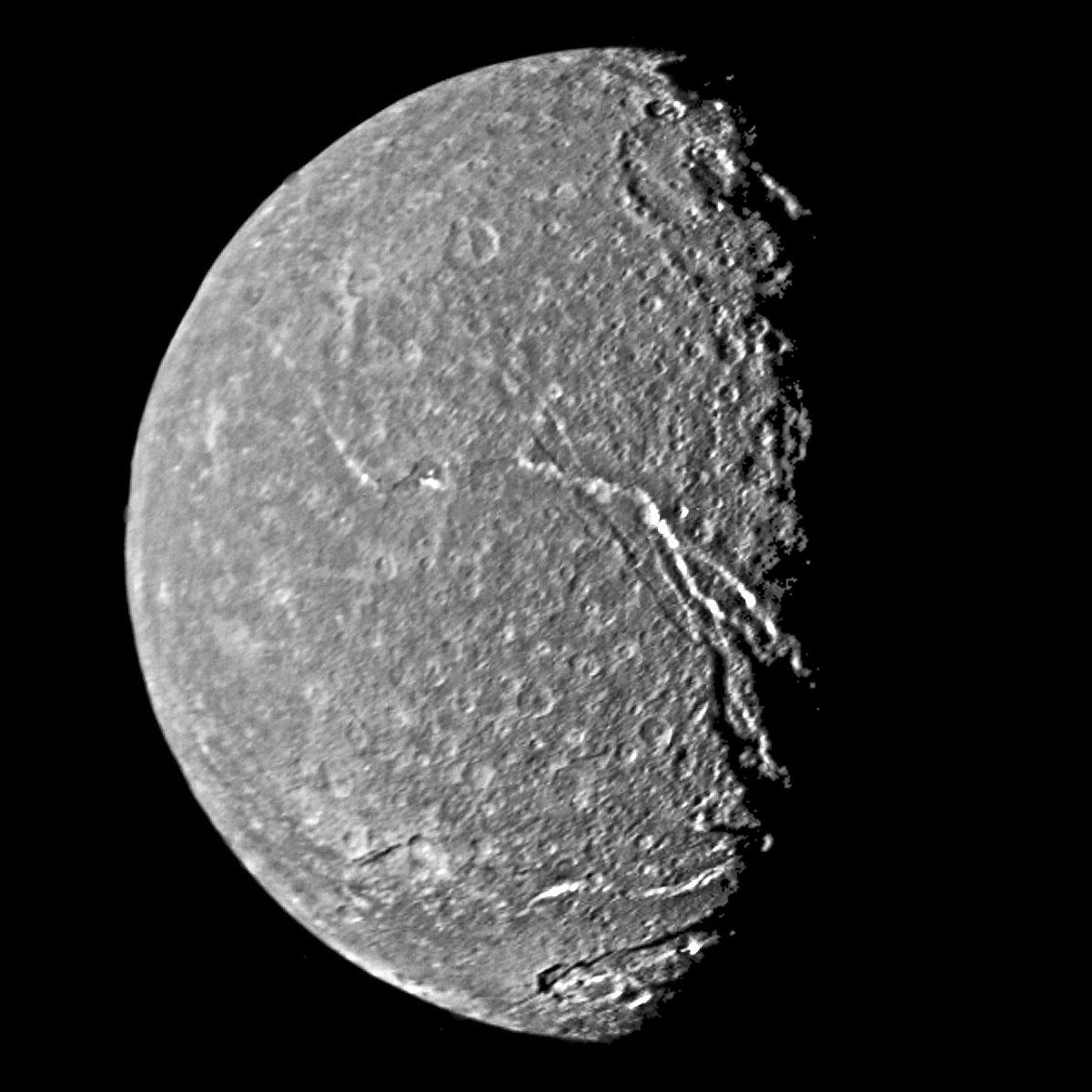
Imaginea cu cea mai înaltă rezoluție a lui Voyager 2 a Titaniei arată câmpii moderat craterizate, fisuri enorme și escarpe lungi. Aproape de fund, o regiune de câmpii mai netede, inclusiv craterul Ursula, este divizată de grabenul Belmont Chasma.

Titania este cel mai mare și mai masiv satelit uranian și al optulea cel mai masiv satelit din Sistemul Solar. Densitatea sa de 1,71 g/cm3, care este mult mai mare decât densitatea tipică a sateliților lui Saturn, indică faptul că este format din proporții aproximativ egale de gheață și componente dense non-gheață; acesta din urmă ar putea fi făcută din rocă și material carbonic, inclusiv compuși organici grei. Prezența gheții este susținută de observațiile spectroscopice în infraroșu făcute în 2001–2005, care au relevat gheață cristalină pe suprafața satelitului. Benzile de absorbție a gheții sunt puțin mai puternice pe emisfera anterioară a Titaniei decât pe emisfera posterioară. Acesta este opusul a ceea ce se observă pe Oberon, unde emisfera posterioară prezintă semne mai puternice de gheață. Cauza acestei asimetrii nu este cunoscută, dar poate fi legată de bombardarea cu particule încărcate din magnetosfera lui Uranus, care este mai puternică în emisfera posterioară (datorită co-rotației plasmei). Particulele energetice tind să pulverizeze gheață de apă, să descompună metanul prins în gheață sub formă de hidrat de clatrat și să întunece alte substanțe organice, lăsând în urmă un reziduu întunecat, bogat în carbon.
Cu excepția apei, singurul alt compus identificat pe suprafața Titaniei prin spectroscopie în infraroșu este dioxidul de carbon, care este concentrat în principal pe emisfera posterioară. Originea dioxidului de carbon nu este complet clară. Poate fi produs local din carbonați sau materiale organice sub influența radiației ultraviolete solare sau a particulelor încărcate energetic care provin din magnetosfera lui Uranus. Acest proces din urmă ar explica asimetria în distribuția sa, deoarece emisfera posterioară este supusă unei influențe magnetosferice mai intense decât emisfera anterioară. O altă sursă posibilă este degazarea de CO2 primordial prins de gheață în interiorul Titaniei. Scăparea de CO 2 din interior poate fi legată de activitatea geologică trecută pe acest satelit.
Titania poate fi diferențiată într-un nucleu de înconjurat de o manta de gheață. Dacă acesta este cazul, raza nucleului de 520 kilometri (320 mi) este aproximativ 66% din raza satelitului, iar masa sa aproximativ 58% din masa satelitului - proporțiile sunt dictate de compoziția satelitului. Presiunea din centrul Titaniei este de aproximativ 0,58 GPa (5,8 kbar). Starea actuală a mantalei de gheață este neclară. Dacă gheața conține suficient amoniac sau alt antigel, Titania poate avea un ocean subteran la limita nucleu-manta. Grosimea acestui ocean, dacă există, este de până la 50 kilometri (31 mi) și temperatura sa este în jur de 190 K (aproape de temperatura eutectică apă-amoniac de 176 K). Cu toate acestea, structura internă actuală a Titaniei depinde în mare măsură de istoria sa termică, care este puțin cunoscută.

## Forme de relief

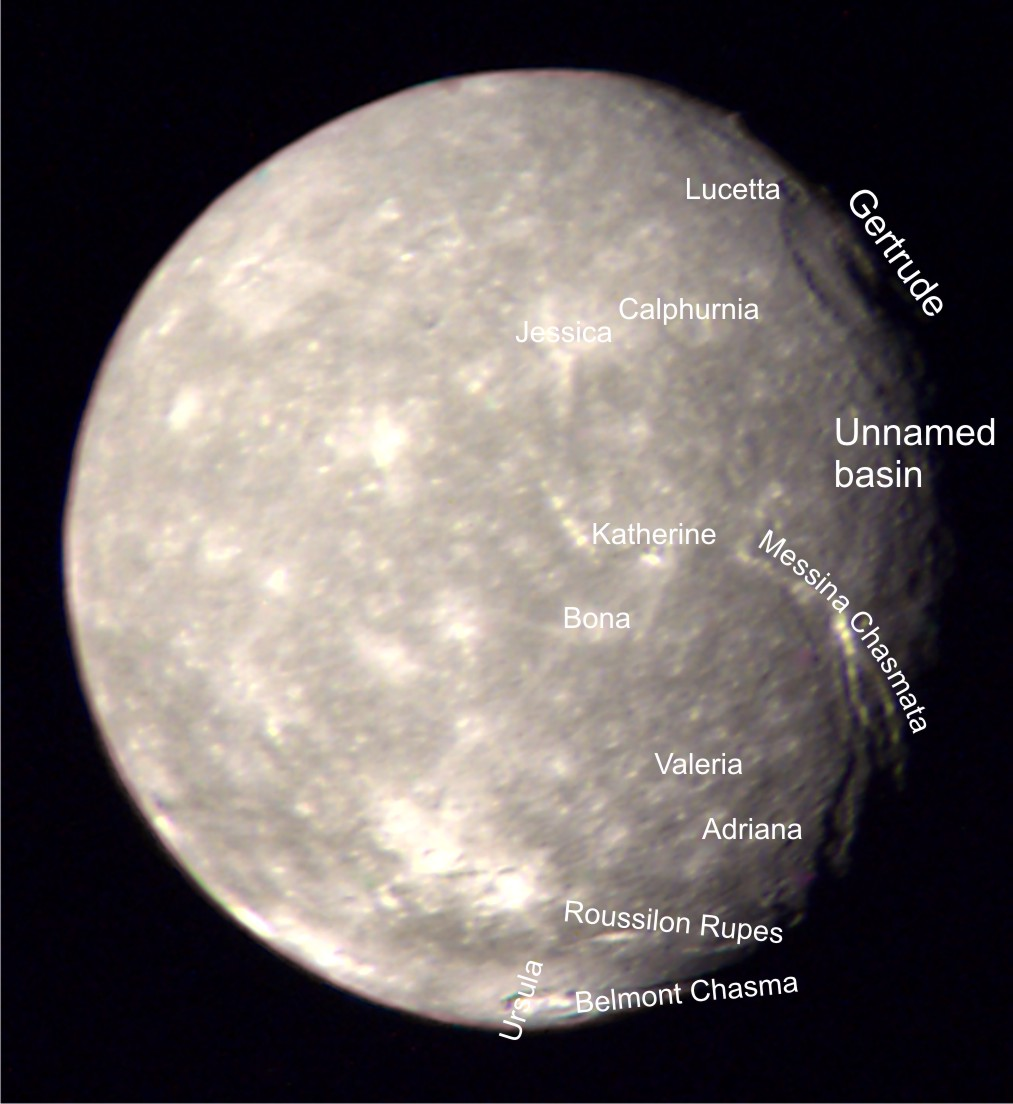
Titania cu unele forme de relief etichetate. Polul sud este situat aproape de craterul luminos neetichetat de mai jos și din stânga craterului Jessica.

Dintre sateliții lui Uranus, Titania este intermediară ca luminozitate între întunecații Oberon și Umbriel și strălucitorii Ariel și Miranda. Suprafața sa prezintă un val de opoziție: reflectivitatea sa scade de la 35% la un unghi de fază de 0° (albedo geometric) la 25% la un unghi de aproximativ 1°. Titania are un albedo Bond relativ scăzut de aproximativ 17%. Suprafața sa este în general ușor roșie, dar mai puțin roșie decât cea a lui Oberon. Cu toate acestea, depozitele proaspete de impact sunt mai albastre, în timp ce câmpiile netede situate în emisfera posterioară lângă craterul Ursula și de-a lungul unor grabene sunt oarecum mai roșii. Poate exista o asimetrie între emisfera anterioară și cea posterioară; prima pare a fi mai roșie decât cea din urmă cu 8%. Cu toate acestea, această diferență este legată de câmpiile netede și poate fi accidentală. Înroșirea suprafețelor rezultă probabil din intemperii spațiale cauzate de bombardamentele cu particule încărcate și micrometeoriți peste vârsta Sistemului Solar. Cu toate acestea, asimetria de culoare a Titaniei este mai probabil legată de acumularea unui material roșcat provenit din părțile exterioare ale sistemului uranian, posibil, de la sateliți neregulați, care ar fi depuse predominant pe emisfera anterioară.
Oamenii de știință au recunoscut trei clase de forme de relief pe Titania: cratere, chasmata (canioane) și rupes (scarpe). Suprafața Titaniei este mai puțin craterizată decât suprafețele lui Oberon sau Umbriel, ceea ce înseamnă că suprafața este mult mai tânără. Diametrele craterelor ajung la 326 kilometri pentru cel mai mare crater cunoscut, Gertrude (poate fi și un bazin degradat de aproximativ aceeași dimensiune). Unele cratere (de exemplu, Ursula și Jessica) sunt înconjurate de resturi de impact strălucitoare (raze) constând din gheață relativ proaspătă. Toate craterele mari de pe Titania au podele plate și vârfuri centrale. Singura excepție este Ursula, care are o groapă în centru. La vest de Gertrude se află o zonă cu topografie neregulată, așa-numitul „bazin fără nume”, care poate fi un alt bazin de impact foarte degradat, cu diametrul de aproximativ 330 kilometri (210 mi).
Suprafața Titaniei este intersectată de un sistem de falii enorme, sau escarpe. În unele locuri, două escarpe paralele marchează depresiuni în scoarța satelitului, formând grabene, care sunt uneori numite canioane. Cel mai proeminent dintre canioanele Titaniei este Messina Chasma, care se întinde pe aproximativ 1.500 kilometri (930 mi) de la ecuator aproape până la polul sud. Grabenele de pe Titania au o lățime de 20–50 kilometri (12–31 mi) și au un relief de aproximativ 2–5 km. Scarpurile care nu sunt legate de canioane se numesc rupes, cum ar fi Rousillon Rupes lângă craterul Ursula. Regiunile de-a lungul unor scarpuri și de lângă Ursula par netede la rezoluția imaginii Voyager. Aceste câmpii netede au fost probabil refăcute mai târziu în istoria geologică a Titaniei, după ce s-au format majoritatea craterelor. Refacerea la suprafață poate fi fie de natură endogenă, implicând erupția de material fluid din interior (criovulcanism), fie, alternativ, poate fi datorată aruncării resturilor de impact din craterele mari din apropiere. Grabenele sunt probabil cele mai tinere caracteristici geologice de pe Titania - ele taie toate craterele și chiar câmpiile netede.
Geologia Titaniei a fost influențată de două forțe concurente: formarea craterelor de impact și refacerea endogenă. Primul a acționat de-a lungul întregii istorii a satelitului și a influențat toate suprafețele. Aceste din urmă procese au fost, de asemenea, de natură globală, dar active în principal pentru o perioadă de după formarea satelitului. Ele au șters terenul original cu craterizare puternică, explicând numărul relativ scăzut de cratere de impact de pe suprafața actuală a satelitului. Episoade suplimentare de refacere a suprafeței pot să fi avut loc mai târziu și să fi condus la formarea câmpiilor netede. Alternativ, câmpiile netede pot fi pături de resturi ale craterelor de impact din apropiere. Cele mai recente procese endogene au fost în principal de natură tectonică și au determinat formarea canioanelor, care sunt de fapt crăpături uriașe în scoarța de gheață. Crăparea scoarței a fost cauzată de expansiunea globală a Titaniei cu aproximativ 0,7%.

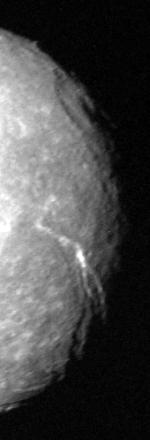
Messina Chasma — un canion mare de pe Titania

| Formă de relief                                                                                              | Denumită după                                             | Tip    | Lungime (diametru), km | Coordonate                        |
| --- | --------------------------------------------------------- | ------ | ---------------------- | --------------------------------- |
| Belmont Chasma                                                                                               | Belmont, Italia (Negustorul din Veneția)                  | Chasma | 238                    | 8°30′S 32°36′E / 8.5°S 32.6°E     |
| Messina Chasmata                                                                                             | Messina, Italia (Mult zgomot pentru nimic)                | Chasma | 1,492                  | 33°18′S 335°00′E / 33.3°S 335°E   |
| Rousillon Rupes                                                                                              | Roussillon, Franța (Totul e bine când se termină cu bine) | Rupes  | 402                    | 14°42′S 23°30′E / 14.7°S 23.5°E   |
| Adriana | Adriana (Comedia erorilor)                                | Crater | 50                     | 20°06′S 3°54′E / 20.1°S 3.9°E     |
| Bona | Bona (Henric al VI-lea, Partea a treia)                   | Crater | 51                     | 55°48′S 351°12′E / 55.8°S 351.2°E |
| Calphurnia                                                                                                   | Calpurnia Pisonis (Iulius Cezar)                          | Crater | 100                    | 42°24′S 291°24′E / 42.4°S 291.4°E |
| Elinor | Eleanora de Aquitainia (Viața și moartea regelui John)    | Crater | 74                     | 44°48′S 333°36′E / 44.8°S 333.6°E |
| Gertrude | Gertrude (Hamlet)                                         | Crater | 326                    | 15°48′S 287°06′E / 15.8°S 287.1°E |
| Imogen | Imogen (Cymbeline)                                        | Crater | 28                     | 23°48′S 321°12′E / 23.8°S 321.2°E |
| Iras | Iras (Antoniu și Cleopatra)                               | Crater | 33                     | 19°12′S 338°48′E / 19.2°S 338.8°E |
| Jessica | Jessica (Negustorul din Veneția)                          | Crater | 64                     | 55°18′S 285°54′E / 55.3°S 285.9°E |
| Katherine | Katherine (Henric al VIII-lea)                            | Crater | 75                     | 51°12′S 331°54′E / 51.2°S 331.9°E |
| Lucetta | Lucetta (Doi gentlemeni din Verona)                       | Crater | 58                     | 14°42′S 277°06′E / 14.7°S 277.1°E |
| Marina | Marina (Pericle, Prințul Tyrului)                         | Crater | 40                     | 15°30′S 316°00′E / 15.5°S 316°E   |
| Mopsa | Mopsa (Poveste de iarnă)                                  | Crater | 101                    | 11°54′S 302°12′E / 11.9°S 302.2°E |
| Phrynia | Phrynia (Timon of Athens)                                 | Crater | 35                     | 24°18′S 309°12′E / 24.3°S 309.2°E |
| Ursula | Ursula (Mult zgomot pentru nimic)                         | Crater | 135                    | 12°24′S 45°12′E / 12.4°S 45.2°E   |
| Valeria | Valeria (Coriolanus)                                      | Crater | 59                     | 34°30′S 4°12′E / 34.5°S 4.2°E     |
| Formele de relief de pe Titania sunt numite după personaje feminine sau locații din operele lui Shakespeare. |                                                           |        |                        |                                   |

## Atmosferă
Prezența dioxidului de carbon la suprafață sugerează că Titania poate avea o atmosferă sezonieră slabă de CO2, la fel ca cea a satelitului jovian Callisto. Alte gaze, cum ar fi azotul sau metanul, sunt puțin probabil să fie prezente, deoarece gravitația slabă a Titaniei nu le-a putut împiedica să scape în spațiu. La temperatura maximă atinsă în timpul solstițiului de vară al Titaniei (89 K), presiunea de vapori a dioxidului de carbon este de aproximativ 300 μPa (3 nbar).
Pe 8 septembrie 2001, Titania a ocultat o stea strălucitoare (HIP 106829) cu o magnitudine vizibilă de 7,2; aceasta a fost o oportunitate atât de a rafina diametrul și efemeridele Titaniei, cât și de a detecta orice atmosferă existentă. Datele nu au evidențiat nicio atmosferă la o presiune de suprafață de 1-2 mPa (10-20 nbar); dacă există, ar trebui să fie mult mai subțire decât cea a lui Triton sau Pluto. Această limită superioară este încă de câteva ori mai mare decât presiunea maximă posibilă de suprafață a dioxidului de carbon, ceea ce înseamnă că măsurătorile nu pun în esență nicio constrângere asupra parametrilor atmosferei.
Geometria particulară a sistemului uranian face ca polii satelitului să primească mai multă energie solară decât regiunile lor ecuatoriale. Deoarece presiunea de vapori a CO2 este o funcție abruptă a temperaturii, aceasta poate duce la acumularea de dioxid de carbon în regiunile de latitudine joasă ale Titaniei, unde poate exista stabil pe zonele cu albedo înalt și regiunile umbrite ale suprafeței. sub formă de gheață. În timpul verii, când temperaturile polare ajung până la 85-90 K, dioxidul de carbon se sublimează și migrează către polul opus și către regiunile ecuatoriale, dând naștere unui tip de ciclu al carbonului. Gheața de dioxid de carbon acumulată poate fi îndepărtată din capcanele reci prin particule magnetosferice, care o pulverizează de la suprafață. Se crede că Titania a pierdut o cantitate semnificativă de dioxid de carbon de la formarea sa acum 4.6 miliarde de ani.

## Origine și evoluție
Se crede că Titania s-a format dintr-un disc de acreție sau subnebuloasă; un disc de gaz și praf care fie a existat în jurul lui Uranus de ceva timp după formarea sa, fie a fost creat de impactul gigant care, cel mai probabil, i-a dat lui Uranus o oblicitate mare. Compoziția precisă a subnebuloasei nu este cunoscută; cu toate acestea, densitatea relativ mare a Titaniei și a altor sateliți uranieni în comparație cu sateliții lui Saturn indică faptul că este posibil să fi fost relativ săracă în apă. Este posibil să fi fost prezente cantități semnificative de azot și carbon sub formă de monoxid de carbon și N2 în loc de amoniac și metan. Sateliții care s-au format într-o astfel de subnebuloasă ar conține mai puțină gheață de apă (cu CO și N2 prinși sub formă de clatrat) și mai multă rocă, explicând densitatea lor mai mare.
Acreția Titaniei a durat probabil câteva mii de ani. Impacturile care au însoțit acreția au provocat încălzirea stratului exterior al satelitului. Temperatura maximă de aproximativ 250 K (−23 °C) a fost atinsă la o adâncime de aproximativ 60 kilometri (37 mi). După sfârșitul formării, stratul subteran s-a răcit, în timp ce interiorul Titaniei s-a încălzit din cauza dezintegrării elementelor radioactive prezente în rocile sale. Stratul de răcire aproape de suprafață sa contractat, în timp ce interiorul sa extins. Acest lucru a cauzat tensiuni de extensie puternice în scoarța satelitului, ducând la crăpare. Unele dintre canioanele actuale pot fi rezultatul acestui lucru. Procesul a durat aproximativ 200 milioane de ani, implicând că orice activitate endogenă a încetat cu miliarde de ani în urmă.
Încălzirea acrețională inițială împreună cu dezintegrarea continuă a elementelor radioactive au fost probabil suficient de puternice pentru a topi gheața dacă era prezent un antigel, cum ar fi amoniacul (sub formă de hidrat de amoniac) sau sare. Topirea în continuare a dus la separarea gheții de roci și la formarea unui nucleu de rocă înconjurat de o manta de gheață. Este posibil să se fi format un strat de apă lichidă (ocean) bogat în amoniac dizolvat la limita miez-manta. Temperatura eutectică a acestui amestec este 176 K (−97 °C). Dacă temperatura ar fi scăzut sub această valoare, oceanul ar fi înghețat ulterior. Înghețarea apei ar fi făcut ca interiorul să se extindă, ceea ce ar fi putut fi responsabil pentru formarea majorității canioanelor. Cu toate acestea, cunoștințele actuale despre evoluția geologică a Titaniei sunt destul de limitate.

## Explorare
Până acum, singurele imagini de prim-plan ale Titaniei au fost de la sonda Voyager 2, care a fotografiat satelitul în timpul zborului său către Uranus, în ianuarie 1986. Deoarece cea mai mică distanță dintre Voyager 2 și Titania era de doar 365.200 kilometri (226.900 mi), cele mai bune imagini ale acestui satelit au o rezoluție spațială de aproximativ 3,4 km (doar Miranda și Ariel au fost fotografiate cu o rezoluție mai bună). Imaginile acoperă aproximativ 40% din suprafață, dar doar 24% au fost fotografiate cu precizia necesară cartografierii geologice. La momentul zborului, emisfera sudică a Titaniei (ca și cele ale celorlalți sateliți) era îndreptată spre Soare, astfel încât emisfera nordică (întunecată) nu a putut fi studiată.
Nicio altă navă spațială nu a vizitat vreodată sistemul uranian sau Titania. O posibilitate, acum eliminată, a fost trimiterea lui Cassini de la Saturn la Uranus într-o misiune extinsă. Un alt concept de misiune propus a fost conceptul de orbiter și sondă Uranus, evaluat în jurul anului 2010. Uranus a fost, de asemenea, examinat ca parte a unei traiectorii pentru un concept de sondă interstelară precursor, Innovative Interstellar Explorer.
Arhitectura unei misiuni a orbititorului și a sondei Uranus a fost identificată ca fiind cea mai mare prioritate pentru un Flagship mission al NASA de sondajul decenal al științei planetare 2023-2032. Întrebările științifice care motivează această prioritizare includ întrebări despre proprietățile sateliților uranieni, structura internă și istoria geologică.  Un orbitator Uranus  a fost enumerat ca a treia prioritate pentru un Flagship mission al NASA de sondajul decenal al științei planetare 2013-2022, iar proiectele conceptuale pentru o astfel de misiune sunt în prezent analizate. 